# Christl Greller

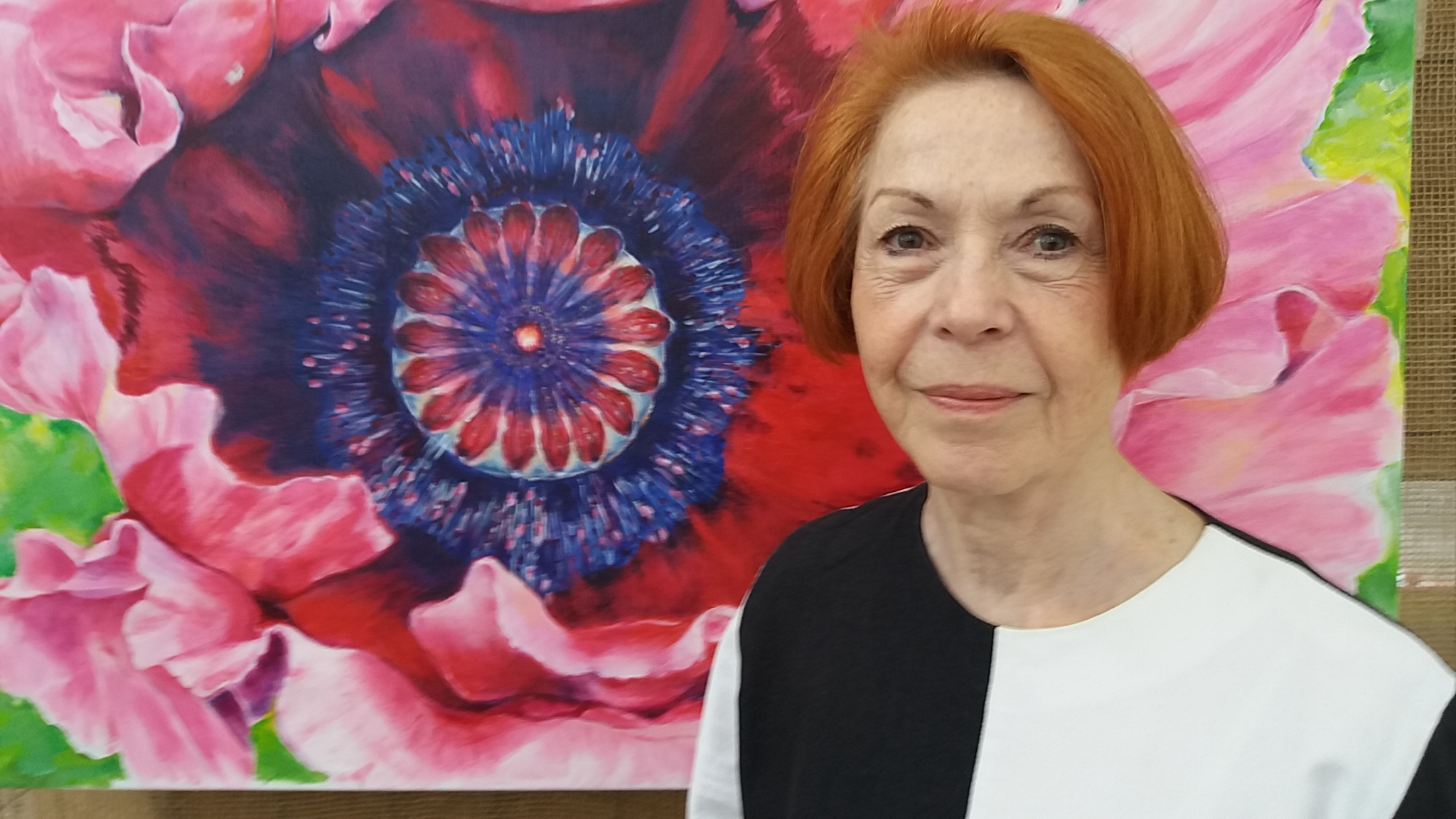
Christl Greller vor dem Bild Roter Mohn von Maru Löffko-Pycha. Foto: Traute Molik

Christl Greller (* 18. Dezember 1940 in Wien) ist eine österreichische Schriftstellerin.

## Leben
Christl Greller wurde in Wien geboren, wo sie auch großteils lebt. Nach Matura und Werbeakademie schrieb sie viele Jahre als Konzeptionistin und Texterin für die internationale Werbebranche, bis sie sich 1995 dem literarischen Schreiben zuwandte.
Wolfgang Bauer lobte ihre Arbeit folgendermaßen:
„In ihrem feinen, unprätentiösen Schreiben spielt vieles zugleich, was Literatur ausmacht: die Geschichte in der Nicht-Geschichte, die Krimi-Spannung in der Beobachtung (...), der scheinbar angepeilte Plot, der sich überraschenderweise in nichts auflöst und somit zum Kunstplot wird, psychologische Perfektion, die sich mit abstrakter Ästhetik verträgt.“ („Querlandein“, Residenz Verlag 1995, ISBN 3-7017-0940-8, 7 ff.).
Durch ihren späteren Ehemann kam Christl Greller ins Burgenland, wo sie sich ebenfalls in der Literaturszene etablieren konnte.
Christl Greller ist Mitglied des Österreichischen Schriftsteller-Verbandes, der Grazer Autorinnen Autorenversammlung, des Literaturkreises Podium, der Kulturvernetzung Niederösterreich und Vorstandsmitglied der IG Autorinnen Autoren.

## Literarische Themen
Christl Greller konzentriert sich in ihrem Schreiben auf die Bereiche Lyrik und Prosa. In ihren Arbeiten thematisiert sie das Schicksalhafte, die Angst und Heimatlosigkeit des Menschen. In der Beziehung zur Natur findet sie Inspiration und Halt. Ihr Werk wurde in verschiedene Sprachen übersetzt.

## Auszeichnungen und Literaturpreise
- 1998 2. Preis beim BEWAG-Literaturpreis für Lyrik
- 2002 Wilhelm Szabo Lyrikpreis des Österreichischen Schriftstellerverbandes für das Gedicht „zeugenschaft“ (in „veränderung ist“, Verlag Resistenz Linz, ISBN 3-85285-121-1)[8]
- 2006 Bestes deutschsprachiges Gedicht 2005 bei der 17. International Poetry Competition Féile Filíochta für „im schneesturm“  (in „bildgebendes Verfahren“, ISBN 978-3-85285-181-5)
- 2006 Poem of Europe Award der Assemblée des Régions d’Europe für das Siegergedicht 2005 unter 5375 Beiträgen: „im schneesturm“  (in „bildgebendes verfahren“, ISBN 978-3-85285-181-5)[9]
- 2009 Literaturwettbewerb Forum Land: 1. Preis Prosa für die Erzählung „Die französische Revolution“  (in: „Trau Schau Frau“, Verlag AV Buch, ISBN 978-3-7040-2374-2)
- 2010 Joseph Heinrich Colbin Preis des Netzwerks Freier Kulturjournalisten für die Erzählung „Stiegen. Häuser.“ (in: „Die nackte Angst“, Verlag Books on Demand, ISBN 978-3-8423-6510-0; Auflage: 2. Auflage. (16. November 2011))[10]
- 2012  Literaturwettbewerb Forum Land[11]: 1. Preis Prosa für die Erzählung „Schwalbenland“ (in: „Lebensräume“, Verlag AV Buch, ISBN 978-3-7040-2466-4)
- 2017  1. Platz im Publikumsvoting bei der Ausschreibung „Schirmgedichte“ von Ö1 und ORF Teletext.[12]

## Literarisches Werk
Neben zahlreichen Beiträgen in Anthologien, internationalen Literaturzeitschriften, in Hörfunk und Internet entstanden folgende Bücher:
- Der Schmetterlingsfüßler. Erzählungen, Passagen Verlag, Wien 1998, ISBN 3-85165-316-5.
- Törések. Gedichte, Ungarisch in Übersetzung von Ildikó Balázs, Verlag Oberungarn, Miskolc 2002, ISBN 963-9280-62-3.
- Nachtvogeltage. Roman, Edition Roetzer, Eisenstadt 2002, ISBN 3-85374-350-1.
- Schatten werfen. Erzählungen, Verlag Resistenz, Linz 2002, ISBN 3-85285-087-8.
- veränderung ist. Gedichte, Verlag Resistenz, Linz 2004, ISBN 3-85285-121-1.
- A pillangólábú. Ungarisch in Übersetzung von Ildikó Balázs. Verlag Oberungarn, Miskolc, 2004. 127.
- Donaustädter Mozart-Projekt: zartART. Lyrik-Zyklus, + Bilder-Zyklus „Alles Mozart?“ von Milu Löff-Löffko und CD „Mozarts Wiener Jahre“ von Richard Fuller. Edition Roetzer, Eisenstadt 2006, ISBN 3-85374-383-8.
- bildgebendes verfahren. Gedichte, Verlag Resistenz, Linz 2009, ISBN 978-3-85285-181-5.
- Podium Portrait 54: Christl Greller – neue und ausgewählte Gedichte. Verlag Podium, Wien 2010, ISBN 978-3-902054-83-8.
- zartART. Mozart inspirációk, impressziók, interpretációk. CD-mellékelten. Ungarisch in Übersetzung von Ildikó Balázs. Verlag Oberungarn, Miskolc 2012, ISBN 978-963-9530-98-0.
- Im Narrenturm. Erzählungen, Edition Rösner, Mödling 2014, ISBN 978-3-902300-83-6.
- stadtseelenland. Kunstkalender für 2015, 12 Gedichte, künstlerische Umsetzung: Yoly Maurer.
- stadtseelenland. Gedichte, Verlag Resistenz, Linz 2016, ISBN 978-3-85285-287-4.
- gesichter (m)einer stadt. Kunstkalender für 2017, 12 Gedichte, künstlerische Umsetzung: Yoly Maurer.
- und fließt die zeit wie wasser wie wort. edition lex liszt 12, Oberwart 2018, ISBN 978-3-99016-145-6.
- berichte von der innenfront. edition lex liszt 12, Oberwart 2022, ISBN 978-3-99016-224-8.
- ir(r)reale zeiträume. Kunstkalender für 2024,  12 Gedichte, künstlerische Umsetzung: Yoly Maurer.
- TAGSÄTZE zur Nicht- oder Bewältigung. Poetische Notate. edition lex liszt 12, Oberwart 2025, ISBN 978-3-99016-302-3.